# Antti Aalto (saut à ski)
Pour les articles homonymes, voir Antti Aalto et Aalto.
Antti Aalto est un sauteur à ski finlandais, né le 2 avril 1995 à Kitee.

## Biographie
Membre du club Kiteen Urheilijat, il commence sa carrière officielle en 2012 et aux Championnats du monde junior en 2013, sans obtenir de résultat significatif. En janvier 2016, il prend part à sa première épreuve de Coupe du monde à Sapporo. Il entre dans les points (trente premiers) en Coupe du monde lors de l'hiver 2017-2018 (au mieux 26e à Ruka). La saison suivante, il réalise plusieurs résultats dans le top dix, commençant par une septième place à Wisła, puis obtenant une sixième place à Nijny Taguil et finit au 25e rang mondial, soit les meilleures performances d'un sauteur finlandais après plusieurs années. Il est de nouveau sixième en 2020, cette fois en vol à ski au tremplin de Kulm.
Aalto est sélectionné pour ses premiers championnats du monde en 2017 à Lahti en Finlande, où il est 38e et 31e en individuel, gagnant le concours de qualification sur le grand tremplin.
Un an plus tard, il fait ses débuts aux Jeux olympiques à Pyeongchang, où il est 50e et 37e en individuel.
Il est notamment seizième aux Championnats du monde de vol à ski 2020 à Planica.
Au niveau national, il remporte son premier titre au championnat estival en 2018.

## Palmarès

### Jeux olympiques
| Épreuve / Édition | Pyeongchang 2018 | Pékin 2022 |
| Petit tremplin    | 50e              | 12e        |
| Grand tremplin    | 37e              | 17e        |
| Par équipes       | 8e               | -          |

### Championnats du monde
| Épreuve / Édition | Lahti 2017 | Seefeld 2019 | Oberstdorf 2021 |
| Petit tremplin    | 38e        | 47e          | 27e             |
| Grand tremplin    | 31e        | 31e          | 31e             |
| Par équipes       | 6e         | 10e          | 9e              |

### Championnats du monde de vol à ski
| Épreuve / Édition | Oberstdorf 2018 | Planica 2020 | Vikersund 2022 |
| Individuel        | 32e             | 16e          | 28e            |
| Par équipes       | 8e              | 8e           | 7e             |

### Coupe du monde
- Meilleur classement général : 25e en 2019.
- Meilleur résultat individuel : 6e.

#### Classements généraux annuels
| Année     | Rang |
| 2017-2018 | 54e  |
| 2018-2019 | 25e  |
| 2019-2020 | 32e  |
| 2020-2021 | 37e  |
| 2021-2022 | 58e  |
| 2022-2023 | 38e  |